# Islandsko

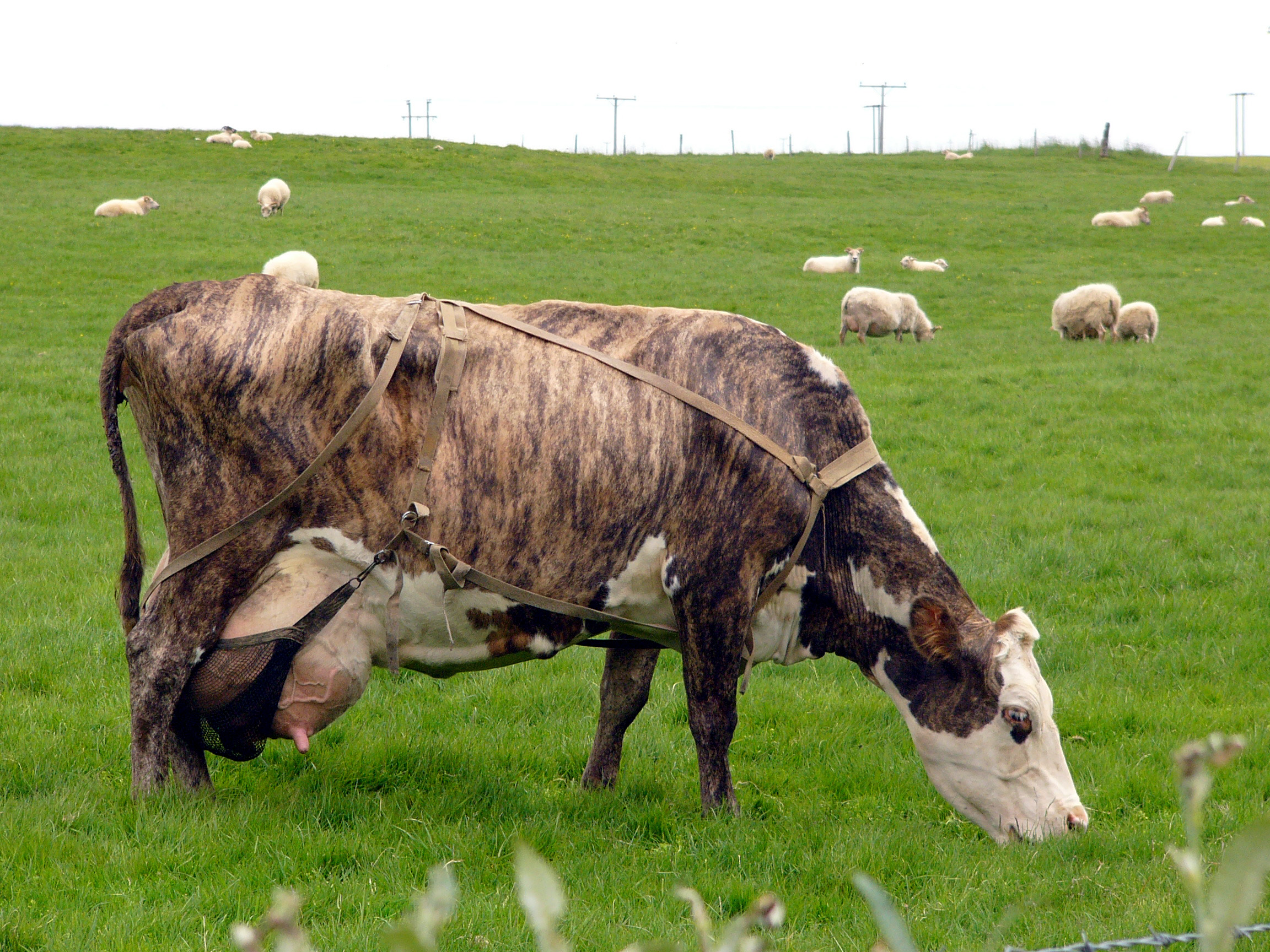
Islandsko på bete

Islandsko är den dominerande korasen på Island. Islandskon härstammar från boskap som importerades från Norge så tidigt som på 900-talet. Idag finns det cirka 75 000 exemplar av rasen på Island, av vilka cirka 26 000 är mjölkdjur. Rasen uppvisar stor variation i färg och färgmönster. Den genomsnittliga vikten för rasen är 430 kilogram för kor och 600 kilogram för tjurar. Den genomsnittliga årsavkastningen av mjölk är 5 388 kilogram med 4 procents fetthalt och 3,4 procents proteinhalt.
Enligt en annan källa kom endast 130 av 400 nybyggare direkt från Norge. Även munkar från Irland som nådde ön under 500-talet kan ha haft nötkreatur med sig. Fortplantningen sker främst vid stationen Laugedal där flera tjurar hölls. Kon väger ofta 420 till 480 kg och tjurar har en vikt upp till 900 kg. Pälsfärgen varierar men ungefär 40 procent liknar en rådjursunge i utseende.
Under den varma årstiden vistas exemplaren i inhägnade landskap.